# Walter Ziehmer
Walter Ziehmer (* 2. November 1943; † 20. Januar 2019) war ein deutscher Fußballspieler. Er spielte von 1963 bis 1973 zehn Jahre als Verteidiger in den Ligamannschaften von SV Weisenau und dem 1. FSV Mainz 05 in der damaligen Zweitklassigkeit der Regionalliga Südwest. Er absolvierte insgesamt 250 Ligaspiele und erzielte 38 Tore.

## Laufbahn

### SV Weisenau, bis 1970
Bei den Rot-Weißen vom Stadion an der Bleichstraße, dem SV Weisenau, sammelte der Nachwuchsspieler Walter Ziehmer bereits in seinen ersten Jahren im Seniorenbereich Wettkampferfahrung in der 2. Liga Südwest, dem Unterbau der erstklassigen Fußball-Oberliga Südwest. Durch den 3. Platz in der 2. Liga im letzten Jahr des alten Ligasystems, 1962/63, wurde Weisenau in die ab 1963/64 neu eingeführte Fußball-Regionalliga Südwest aufgenommen. Unter Trainer Heinrich Stillger debütierte Weisenau am 4. August 1963 bei einem Auswärtsspiel im Ellenfeldstadion gegen Borussia Neunkirchen in neuen lokalen Unterbau der Bundesliga. Die Mannschaft aus der Kohlestadt, trainiert von Horst Buhtz und am Rundenende Meister und Aufsteiger in die Bundesliga, gewann durch einen Treffer von Rechtsaußen Elmar May aus der sechsten Minute mit 1:0. Ziehmer hatte im damalig überwiegend gebräuchlichen WM-System als Abwehrchef die Mittelläuferrolle besetzt. In der Rückrunde konnten Ziehmer und Kollegen kurz nach den Weihnachtstagen 1963 Neunkirchen mit einem 2:2-Remis einen Punkt abknöpfen. Beide Derbys gegen Mainz 05 verlor Weisenau. Am Rundenende belegte der Mainzer Stadtteilclub den 14. Rang und Ziehmer hatte in 36 Ligaspielen zwei Tore erzielt.
Nach den Plätzen neun (1964/65) und zehn (1965/66) legte das Team von der Bleichstraße unter Trainer Erich Gehbauer im vierten Regionalligajahr, 1966/67, eine überraschend gute Runde hin. Nach sieben Spieltagen hatte die Gehbauer-Truppe 11:3 Punkte vorzuweisen und spielte ernsthaft um die zwei Plätze zum Einzug in die Bundesligaaufstiegsrunde mit. Durch die Neuzugänge Dieter Franzreb (Wormatia Worms) und insbesondere des Torjägers Alfred Brecht (Ludwigshafener SC) war die Torgefährlichkeit im Angriff stark verbessert, da auch Karl Wagner seine Abschlussqualitäten unterstreichen konnte. In der Defensive bildeten Ziehmer und die Mannschaftskameraden Erwin Kluge, Manfred Fink, Walter Rühl und Klaus Opitz einen eingespielten Block vor den Torhütern Manfred Meierhöfer und Dieter Rauch. Am Rundenende verfehlte Weisenau knapp auf dem dritten Rang den Einzug in die Aufstiegsrunde. Nicht zuletzt durch finanziell beschränkte Möglichkeiten konnte diese Position in den folgenden Jahren nicht wiederholt werden; in der Tabelle führte der Weg nach unten. Unter Trainer Horst Hülß stieg Weisenau nach der Saison 1969/70, punktgleich mit dem FC Homburg auf dem rettenden 14. Rang, in das Amateurlager ab. Ziehmer schloss sich nach dem Abstieg nach 195 Regionalligaeinsätzen mit 28 Toren für Weisenau, zur Runde 1970/71 dem städtischen Lokalrivalen FSV Mainz 05 an.

### Mainz 05, 1970 bis 1973
Bei den Nullfünfern traf der erfahrene Abwehrspieler auf den Erfolgstrainer der Serie 1966/67 in Weisenau, Erich Gehbauer. Dem glückte im Sommer 1970 eine erfolgreiche Neuaufstellung des Mainzer Spielerkaders. Die Abgänge von Torhüter Kurt Planitzer, den zwei Verteidigern Carlo Storck und Heinz Wassermann, sowie den Angreifern Gerhard Bopp und Horst Klinkhammer wurden ersetzt durch die zwei Torhütertalente Wolfgang Kneib und Wolfgang Orben, in der Verteidigung mit Herbert Scheller aus Gimbsheim und dem „erfahrenen Weisenauer Libero Walter Ziehmer“ und in der Offensive durch Peter Scherer, Jürgen Janz, Bernd Schmitt und Hans-Joachim Jakobi. Der Ex-Weisenauer lief in 30 Ligaspielen auf und erzielte zumeist als Libero vier Tore; Mainz 05 belegte am Schlusstag den siebten Rang. Imponierend waren der 6:0-Heimerfolg im August 1970 gegen den vorherigen dreimaligen Meister SV Alsenborn mit Walter Frosch und Manfred Lenz, der Freistoßtreffer von Ziehmer im November 1970 zum 1:0-Sieg gegen Völklingen und der 2:1-Heimerfolg im März 1971 gegen Vizemeister FK Pirmasens.
Im ersten Trainerjahr unter Bernd Hoss, 1971/72, kamen mit Willi Löhr, Paul Göppl, Gerd Schmidt, Gerd Klier und Herbert Renner Verstärkungen an den Bruchweg. Das führte die Nullfünfer auf den vierten Rang und Ziehmer hatte dazu in 18 Ligaspielen mit sechs Toren beigetragen. Gegen den Vizemeister Röchling Völklingen – mit Spielern wie Jürgen Stars, Klaus Hommrich, Detlef Rosellen, Walter Spohr – setzte sich Mainz in beiden Spielen durch; zum 1:0-Heimerfolg Anfang Januar 1972 steuerte Ziehmer den verwandelten Foulelfmeter bei. Als die Hoss-Truppe sich 1972/73 mit 80:41 Toren punktgleich gegenüber Völklingen durchsetzte und die Meisterschaft gewann, bestritt Ziehmer seine letzten sieben Punktspiele in der Regionalliga Südwest. Den Schlusspunkt setzte er am 14. Januar 1973 beim 3:2-Heimerfolg gegen TuS Neuendorf. Er agierte dabei vor Torhüter Kneib in der Defensive neben Libero Scheller, Vorstopper Löhr und dem weiteren Außenverteidiger Janz.
Nach dem Ende seiner Spielerlaufbahn war Walter Ziehmer später als Junioren- und Co-Trainer bei Mainz 05 von 1973 bis 1983 tätig. Am Schlusstag der Serie 1980/81, die Nullfünfer gewannen unter Trainer Herbert Dörenberg in der Oberliga Südwest vor Südwest Ludwigshafen die Meisterschaft, kam Co-Trainer Ziehmer im letzten Rundenspieltag, den 24. Mai 1981, beim 6:1-Auswärtserfolg gegen SV Viktoria Herxheim, ebenso wie Cheftrainer Dörenberg, sogar noch zu einem Meisterschaftseinsatz.
Ziehmer verstarb nach langer Krankheit im Januar 2019 im Alter von 75 Jahren.